# Župna crkva sv. Mihovila Arkanđela u Žminju
Župna crkva sv. Mihovila Arkanđela nalazi se u sklopu jugoistočne kružne kule (15. stoljeće) feudalnog kaštela u Žminju.

## Povijest
Barokna crkva  sv. Mihovila Arkanđela u  Žminju sagrađena je na mjestu starije istoimene crkve koja se nalazila usred feudalne utvrde iz XV. stoljeća, tzv. Kaštela, od kojeg su se sačuvali samo južno krilo i jugoistočna kula. Postojeća crkva  sv. Mihovila Arkanđela izgrađena je krajem prve trećine XVII. te nadograđena u XVIII. stoljeću, a za njezino bočno pročelje iskorišten je zid  žminjskog kaštela. U XVII. stoljeću to je bila jednobrodna crkva s dva para jednakih, simetrično postavljenih, bočnih kapela te s tornjem na pročelju. Njezina pravokutna apsida smještena je između sakristije sa sjeverne strane i bočne kapele sv. Antuna s južne strane.
Crkva je bila dograđena u XVIII. stoljeću kada prijašnji strop ili vjerojatnije krovnu konstrukciju zamjenjuje bačvasti svod zasječen susvodnicama. Brodu je prigrađen još jedan par kapela; ispred njih nalazi se po jedna prostorija (od kojih je lijeva krstionica) te pjevalište. Dogradnjom kapela i prostorija, toranj se našao u sredini južnog zida, ugrađen u tijelo crkve. Istodobno (1717.) podignuto je i monumentalno »kulisno« pročelje, ukrašeno pilastrima, okulusima, vijencima, gređem te nišama s kipovima. U desnoj niši smješten je kip  sv. Roka, a u lijevoj kip  sv. Sebastijana. U središnjoj niši smještena je skulptura  sv. Mihovila, titulara crkve i zaštitnika grada  Žminja. Crkva je do danas sačuvala izgled svoje konačne izgradnje u XVIII. stoljeću.